# Wełdzirz (gmina)
Wełdzirz – dawna gmina wiejska w powiecie dolińskim województwa stanisławowskiego II Rzeczypospolitej. Siedzibą gminy był Wełdzirz.
Gminę utworzono 1 sierpnia 1934 r. w ramach reformy na podstawie ustawy scaleniowej z dotychczasowych gmin wiejskich: Engelsberg, Lolin, Maksymówka, Niagryn, Nowoszyn, Teresówka i Wełdzirz.
Po II wojnie światowej obszar gminy został odłączony od Polski i włączony do Ukraińskiej SRR.